# Virus du sarcome de Rous
Alpharetrovirus avirousar
Espèce
Alpharetrovirus avirousar, aussi appelé virus du sarcome de Rous (Rous sarcoma virus), est une espèce de rétrovirus qui cause des sarcomes chez le poulet. C'est le premier oncovirus découvert en 1911, par le chercheur américain Peyton Rous qui reçut le Prix Nobel de physiologie ou médecine en 1966.
En 1953, au Caltech, Harry Rubin réussit à cultiver in vitro le virus du sarcome de Rous.

## Impact sur la recherche médicale
À partir de 1966, le virus de Rous devient un outil de recherche pour de nombreux laboratoires. C’est à partir de ce virus, à la suite des travaux de Temin et Baltimore (Nature du 27 juin 1970), qu'est découverte la transcriptase inverse, et qui leur valut le Prix Nobel de physiologie ou médecine en 1975.
C'est la détection de la transcriptase inverse dans des cultures de cellules infectées qui a permis la découverte du VIH en 1983 par Jean-Claude Chermann et Françoise Barré-Sinoussi (Prix Nobel de physiologie ou médecine en 2008).
Dans les années 1980, le gène src de ce virus a permis de comprendre le fonctionnement des oncogènes et de découvrir ces gènes src chez les humains (Prix Nobel de physiologie ou médecine en 1989).

## Référence biologique
- (en) ICTV : Rous sarcoma virus  (consulté le 28 février 2021)